# Milaan-San Remo 1929
De wielerwedstrijd Milaan-San Remo 1929 werd dat jaar verreden op 19 maart.
Het parcours van deze 22e editie was 286,5 kilometer lang. De winnaar legde de afstand af in 9u 03min 30sec, met een gemiddelde van 31,628 km/h. De Italiaan Alfredo Binda was de snelste.

## Deelnemende ploegen
| Deelnemende teams | Deelnemende teams | Deelnemende teams         | Deelnemende teams |
| ----------------- | ----------------- | ------------------------- | ----------------- |
| Ideor             | Legnano-Torpedo   | Génial Lucifer-Hutchinson | Touring           |
| Wolsit            | La Rafale         | Bianchi-Pirelli           | Maino-Clément     |
| Olympia           |                   |                           |                   |

## Uitslag
| Plaats  | Naam                | Ploeg           | Tijd     |
| ------- | ------------------- | --------------- | -------- |
| Winnaar | Alfredo Binda       | Legnano-Torpedo | 9u03'30" |
| 2       | Leonida Frascarelli | Ideor           | +8'30"   |
| 3       | Pio Caimmi          | Olympia         | +21'30"  |
| 4       | Adriano Zanaga      | Touring         | z.t.     |
| 5       | Colombo Neri        | Individueel     | z.t.     |
| 6       | Giuseppe Pancera    | Touring         | z.t.     |
| 7       | Alessandro Catalani | Wolsit          | z.t.     |
| 8       | Michele Orecchia    | La Rafale       | z.t.     |
| 9       | Pietro Bestetti     | Bianchi-Pirelli | +24'00"  |
| 10      | Carlo Moretti       | Individueel     | z.t.     |
| 11      | Angelo Beretta      | Individueel     | z.t.     |
| 12      | Marco Giuntelli     | Touring         | +25'10"  |
| 13      | Giovanni Briano     | Individueel     | z.t.     |
| 14      | Giovanni Pizzarelli | Individueel     | +30'15"  |
| 15      | Aldo Rivano         | Individueel     | z.t.     |
| 16      | Filippo Torti       | Individueel     | +32'30"  |
| 17      | Learco Guerra       | Maino-Clément   | +36'30"  |
| 18      | Riccardo Proserpio  | Individueel     | z.t.     |
| 19      | Pietro Chesi        | Bianchi-Pirelli | z.t.     |
| 20      | Aristide Cavallini  | La Rafale       | z.t.     |

1907 · 1908 · 1909 · 1910 · 1911 · 1912 · 1913 · 1914 · 1915 · 1916 · 1917 · 1918 · 1919 · 1920 · 1921 · 1922 · 1923 · 1924 · 1925 · 1926 · 1927 · 1928 · 1929 · 1930 · 1931 · 1932 · 1933 · 1934 · 1935 · 1936 · 1937 · 1938 · 1939 · 1940 · 1941 · 1942 · 1943 · 1944 · 1945 · 1946 · 1947 · 1948 · 1949 · 1950 · 1951 · 1952 · 1953 · 1954 · 1955 · 1956 · 1957 · 1958 · 1959 · 1960 · 1961 · 1962 · 1963 · 1964 · 1965 · 1966 · 1967 · 1968 · 1969 · 1970 · 1971 · 1972 · 1973 · 1974 · 1975 · 1976 · 1977 · 1978 · 1979 · 1980 · 1981 · 1982 · 1983 · 1984 · 1985 · 1986 · 1987 · 1988 · 1989 · 1990 · 1991 · 1992 · 1993 · 1994 · 1995 · 1996 · 1997 · 1998 · 1999 · 2000 · 2001 · 2002 · 2003 · 2004 · 2005 · 2006 · 2007 · 2008 · 2009 · 2010 · 2011 · 2012 · 2013 · 2014 · 2015 · 2016 · 2017 · 2018 · 2019 · 2020 · 2021 · 2022 · 2023 · 2024 · 2025
Lijst van beklimmingen